# Ларга (станція)
Ла́рга — прикордонна вузлова залізнична станція Івано-Франківської дирекції Львівської залізниці на перетині ліній Чернівці-Північна — Ларга та Кельменці — Сокиряни. Розташована в селищі Кельменці Дністровського району Чернівецької області. На станції діє пункт контролю на державному кордоні з Молдовою.

## Пасажирське сполучення
З 7 червня 2014 року нічному швидкому поїзду «Буковина» № 118/117 сполученням Київ-Пасажирський — Чернівці було змінено маршрут руху через станцію Ларга (наразі скасований, курсував щоденно). Один раз на тиждень в складі поїзда курсували вагони безпересадкового сполучення Київ-Пасажирський — Сучава — Бухарест (щосуботи) та Бухарест — Київ-Пасажирський (щонеділі).
Приміські поїзди курсують щоденно за напрямками:
- Ларга — Кам'янець-Подільський — Гречани / Хмельницький[4].

До березня 2020 року курсували вантажно-приміські поїзди:
- Чернівці — Ларга;
- Чернівці — Сокиряни.